# Baai van Akrotiri

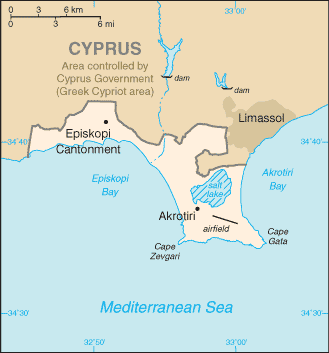
De baai van Akrotiri, gelegen bij de stad Limasol

De baai van Akrotiri (Grieks: Κόλπος Ακρωτηριου, Kolpos Akrotiriou; Turks: Limasol Körfezi) is een deel van de Middellandse Zee ten oosten van het schiereiland Akrotiri op de zuidkust van Cyprus. De stad Limasol bevindt zich aan deze baai. Kaap Gata vormt het zuidelijke eind van deze baai.